# Sinemydidae
De Sinemydidae zijn een familie van uitgestorven schildpadden uit de afzettingen van het Krijt tot Paleoceen in Azië en Noord-Amerika. Hun exacte positie is raadselachtig, ze worden ook beschouwd als stam- Cryptodira, maar ook als kroonstam-schildpadden naast Macrobaenidae, Paracryptodira, Xinjiangchelyidae, Thalassochelydia en Sandownidae buiten de kroongroep Testudines.
De klade werd in 2014 gedefinieerd door Rabi e.a. als de groep bestaande uit Sinemys lens en alle soorten nauwer verwant aan Sinemys dan aan Xinjiangchelys junggarensis, Macrobaena mongolica, of enige soort huidige schildpad.

## Geslachten
- Dracochelys Lianmugin-formatie, China, Vroeg-Krijt (Aptien-Albien)
- Hongkongochelys Upper Shaximiao-formatie, China, Midden-Laat-Jura
- Jeholochelys Jiufotang-formatie, China, Vroeg-Krijt (Aptien)
- Liaochelys Jiufotang-formatie, China, Vroeg-Krijt (Aptien)
- Manchurochelys Yixian-formatie, China, Vroeg-Krijt (Aptien
- Ordosemys
  - Ordosemys leios Luohandong-formatie, China, Vroeg-Krijt
  - Ordosemys liaoxiensis Chengzihe-formatie, China, Vroeg-Krijt (Aptien)
  - Ordosemys brinkmania Lianmugin-formatie, China, Vroeg-Krijt (Aptien-Albien)
  - Ordosemys perforata Khulsangol-formatie, Mongolië, Vroeg-Krijt (Albien)
  - Ordosemys donghai Chengzihe-formatie, China, Vroeg-Krijt (Aptien-Albien)
- Sinemys
  - Sinemys brevispinus Tong en Brinkman 2012 Laohongdong-formatie, China, Vroeg-Krijt
  - Sinemys chabuensis Ji en Chen 2018 Jingchuan-formatie, China, Vroeg-Krijt (Barremien)
  - Sinemys gamera Brinkman en Peng 1993 Luohandong-formatie, China, Vroeg-Krijt (Valanginien-Hauterivien)
  - Sinemys lens Wiman 1930 Mengyin-formatie, China, Vroeg-Krijt (Berriasien-Valanginien)
- Wuguia
  - Wuguia efremovi Khozatsky 1996 Hutubei-formatie, China, Hauterivian / Barremian Lianmuxin-formatie, China, Vroeg-Krijt (Aptien-Albien)
  - Wuguia hutubeiensis Matzke et al. 2004 Hutubei-formatie, China, Hauterivien/Barremien
- Xiaochelys Lianmugin-formatie, China, Vroeg-Krijt (Aptien-Albien)
- Yumenemys Hui-Hui-P'u, China, Laat-Krijt